# 123 г. пр.н.е.
123 (сто двадесет и трета) година преди новата ера (пр.н.е.) е година от доюлианския (Помпилийски) римски календар.

## Събития

### В Римската република
- Консули са Квинт Цецилий Метел Балеарик и Тит Квинкций Фламинин.
- Гай Гракх е народен трибун за първи път. Сред приетите негови закони са аграрен (agraria), за раздаване на зърно (Lex Sempronia Frumentaria), съдебна реформа (Lex Sempronia iudiciaria), за правото на гражданин да апелира пред народа решението на магистрат (Lex Sempronia de provacatione) и др.[1]
- Триумф на Марк Фулвий Флак за победи над лигурите, воконтите и салувиите.[2]
- Консулът Метел основава колониите Палма и Поленция на остров Майорка.[3]
- Декември – Гай Гракх е избран за народен трибун за следващата година.[4]

### В Азия
- Антиох VIII Грюпос побеждава в битка Александър II Забинас, който е убит скоро след това.

## Родени
- Квинт Серторий, римски политик и военачалник (умрял 72 г. пр.н.е.)

## Починали
- Александър II Забинас, владетел на царството на Селевкидите, (роден г. пр.н.е.)

Бележки: